# Det Bergenske Dampskibsselskab

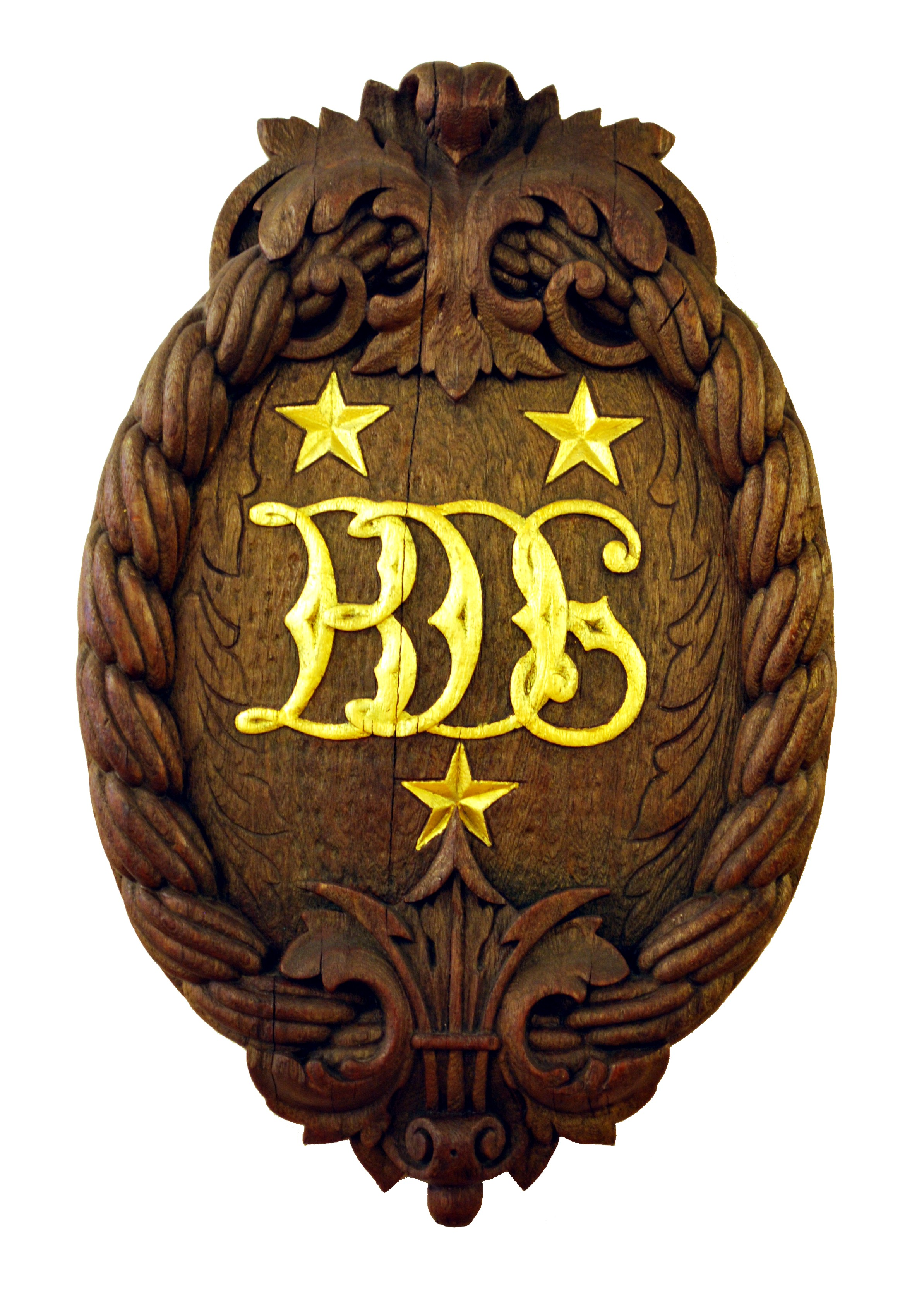
Wappen der Bergenske Dampskibsselskab

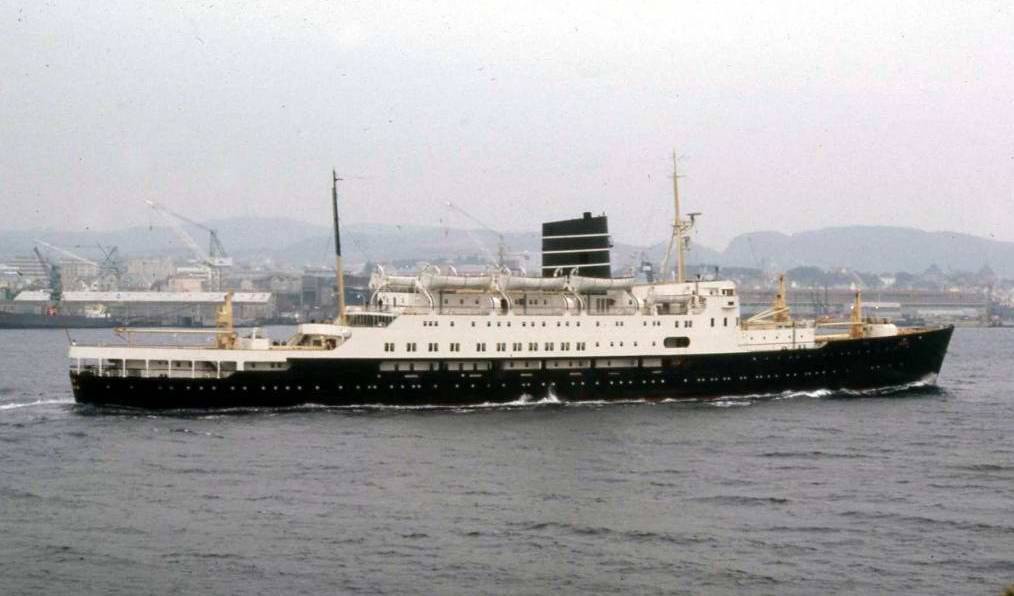
Das BDS-Turbinenschiff Leda, von 1953 bis 1974 Flaggschiff im Bergen-Newcastle-Dienst

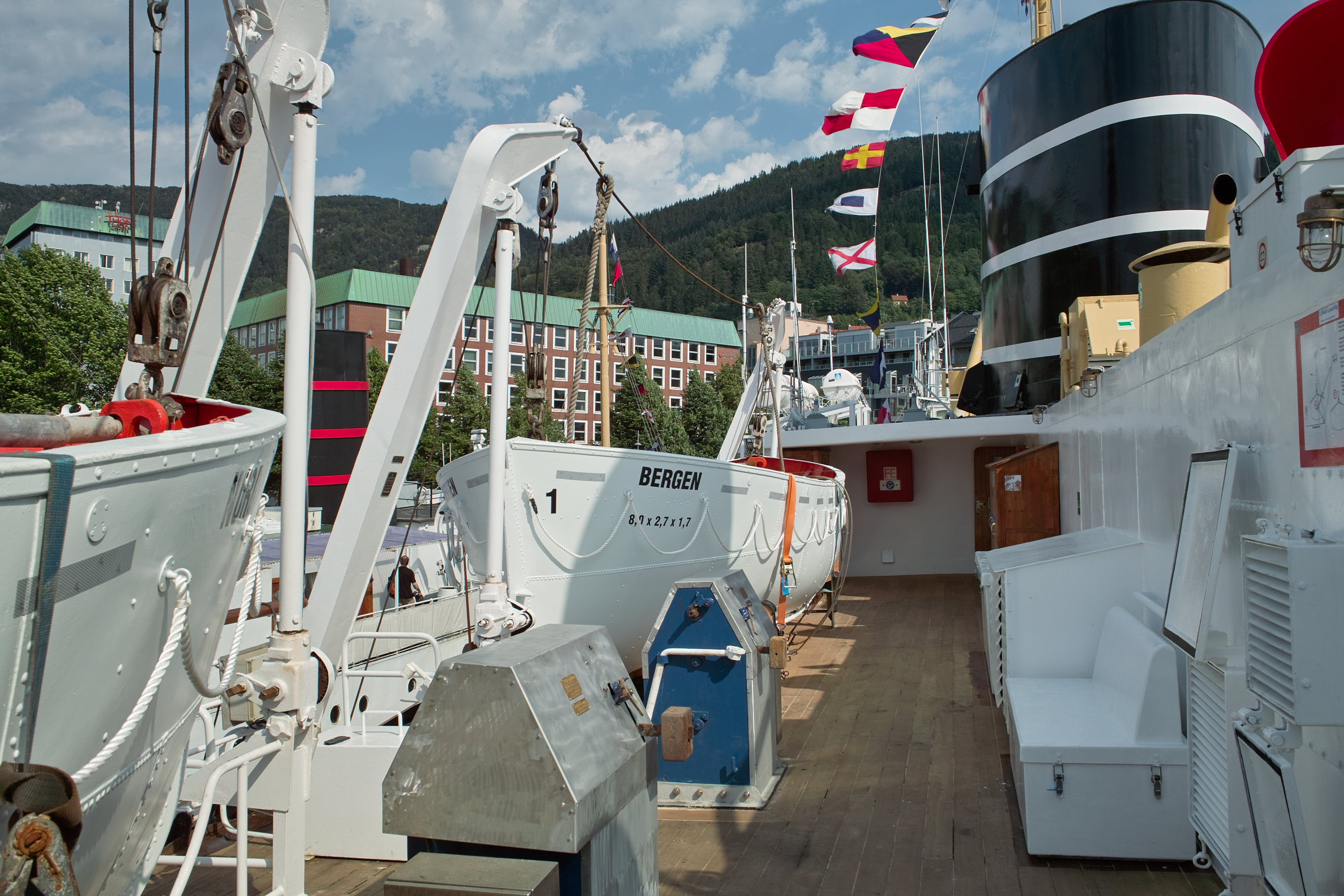
Das ehemalige BDS-Schiff Nordstjernen 2013 vor dem ehemaligen Hauptsitz der Reederei in Bergen

Die norwegische Reederei Det Bergenske Dampskibsselskab (deutsch: Die Bergener Dampfschifffahrtsgesellschaft), international auch The Bergen Steamship Company oder Bergen Line (BDS) genannt, bestand von 1851 bis 1988. Markante Kennung aller BDS-Schiffe war die schwarze Schornsteinmarke mit den drei weißen Ringen.

## Geschichte
Det Bergenske Dampskibsselskab wurde am 12. Dezember 1851 durch den Reeder Michael Krohn gegründet, um einen Liniendienst von Bergen, Stavanger und Kristiansand nach Hamburg, beziehungsweise Altona aufzubauen.
Das erste Schiff der Reederei war die 1852 in Dienst gestellte Bergen. Die Bergen, eines der ersten Eisenschiffe Norwegens, bediente ab Februar 1853 zweimal monatlich die Strecke Bergen–Hamburg. Zwei Jahre später kam das ebenfalls neu gebaute Schwesterschiff Norge hinzu. Nun bedienten diese beiden Schiffe zusammen die Strecke Bergen–Hamburg.
Ab 1856 fuhr die BDS auch nordwärts nach Trondheim, später wurden in Zusammenarbeit mit Det Nordenfjeldske Dampskibsselskab (NFDS) auch die Strecken Trondheim–Hammerfest (ab 1865) und Bergen–Tromsø (ab 1872) bedient. Letztere Strecke wurde 1874 auf Christiania–Tromsø ausgeweitet.
Im Jahr 1907 übernahm Det Bergenske Dampskibsselskab die Norwegian Steamship Company mit deren drei Schiffen von den niederländischen Eignern und nahm einen Bergen-Rotterdam-Dienst auf. Im selben Jahr übernahm man in Zusammenarbeit mit der NFDS auch den Vestlandske Lloyd aus Bergen, dessen Flotte man zwischen beiden Unternehmen aufteilte. Die im Volksmund auch Bergen Line genannte Reederei nutzte die hinzugewonnenen Schiffe, um einen Liniendienst nach Island zu eröffnen. Vor Beginn des Ersten Weltkriegs wurde 1913 die Norske Syd-Amerika Linje als Gemeinschaftsdienst von Bergen Line, Otto Thoresen Line und der Nordenfjeldske-Reederei begonnen. Dieser Dienst verband Oslo bis in das Jahr 1980 im Liniendienst mit Rio de Janeiro, Santos und Buenos Aires.
Zwischen den Weltkriegen begann die von 1921 bis 1961 betriebene Kanada-Europa-Linie der Canada Steamship Lines. Dieser Gemeinschaftsdienst wurde mit norwegischen Schiffen in Langzeitchartern, darunter auch solchen der Bergen Line, betrieben. Von 1921 bis 1971 betrieb die Reederei auch ehemalige Kreuzfahrtschiffe. So wurde 1922 der Vergnügungsdampfer Meteor übernommen, der wie die Oceana von der HAPAG und der Werft Blohm & Voss stammte. Die Meteor wurde bis 1914 auf der Hamburg-Amerika-Linie eingesetzt und diente gut betuchten Fahrgästen zur Überfahrt u. a. nach New York. Nach Beginn des Ersten Weltkrieges war sie Wohn- und Zielschiff der U-Boot-Schule Eckernförde der deutschen Marine. Am 30. Mai 1919 wurde sie dem britischen „Shipping Controller“ übergeben, dann von der Royal Mail Line und schließlich von H.J. Jewell bereedert. Am 7. Mai 1940 wurde die Meteor in Bergen von der Kriegsmarine beschlagnahmt und in ein Lazarettschiff umgewandelt. Die Meteor sank am 9. März 1945 nach einem Luftangriff im Hafen von Pillau in Ostpreußen.
Ab 1971 wurde der Geschäftszweig der ehemaligen Dampfer in Zusammenarbeit mit Nordenfjeldske als Royal Viking Line betrieben. 1951 bis 1979 gehörte die Tankerfahrt zum Geschäft. Im Jahr 1984 wurde die Bergen Line von der zu Anders Jahre gehörenden A/S Kosmos erworben, fuhr aber als eigenständige Reederei mit dem Betrieb der Fährschifffahrt zwischen Norwegen und Newcastle fort. Nach einem weiteren Verkauf im Jahr 1988 verlor das Unternehmen seine Eigenständigkeit vollends.

## Hurtigrutenreederei
Ein nicht unbedeutender und über 85 Jahre unterhaltener Betriebszweig der BDS war der Betrieb von bis zu vier Schiffen auf der Linienverbindung der Hurtigruten. Schon ein Jahr nach der Gründung der Linie, setzte die BDS im Jahr 1894 ihr erstes Schiff, die Nordstjernen auf der Hurtigruten ein. Beim Verkauf der Reederei 1979 gingen diese Hurtigrutenschiffe im Januar des Jahres zusammen mit den Schiffen der Det Stavangerske Dampskibsselskab in die Troms Fylkes Dampskibsselskap A/S mit Sitz in Tromsø über. In diesem Jahr endete die Geschichte der BDS auf der Hurtigruten.

## Schiffe der Reederei (Auswahl)
In Klammern jeweils das Jahr der Indienststellung für die Reederei
- Dampfschiff Bergen (1852)
- Dampfschiff Norge (1854)
- Dampfschiff Nordstjernen (1855)
- Dampfschiff Jupiter (1857)
- Dampfschiff Nidelven (1857)
- Dampfschiff Nordstjernen (1882)
- Dampfschiff Mercur (1890)
- Dampfschiff Sirius (1894)
- Dampfschiff Vega (1895)
- Dampfschiff Irma (1905)
- Dampfschiff Uranus (1908)
- Dampfschiff Flora (1909)
- Dampfschiff Castor (1909)
- Dampfschiff Midnatsol (1909)
- Dampfschiff Polarlys (1912)
- Dampfschiff Zeta (1919)
- Motorschiff Leda (1920)
- Dampfschiff Irma (1922)
- Dampfschiff Nova (1922)
- Dampfschiff Lyra (1924)
- Dampfschiff Clio (1925)
- Dampfschiff Stella Polaris (1927)
- Dampfschiff Ara (1928)
- Dampfschiff Iris (1928)
- Dampfschiff Leo (1928)
- Dampfschiff Spica (1929)
- Dampfschiff Diana (1930)
- Dampfschiff Keret (1930)
- Motorschiff Venus (1931)
- Motorschiff Pollux (1932)
- Motorschiff Corvus (1932)
- Motorschiff Crux (1933)
- Motorschiff Brant Contry (1935)
- Dampfschiff Nordstjernen (1937)
- Motorschiff Vega (1939)
- Motorschiff Midnatsol (1949)
- Motorschiff Vela (1949)
- Motorschiff Nordlys (1951)
- Motorschiff Polarlys (1952)
- Turbinenschiff Leda (1953)
- Motorschiff Meteor (1955)
- Motorschiff Nordstjernen (1956)

Liste nicht abschließend